# Вальгрен, Вилле
Карл Вильгельм «Вилле» Вальгрен (швед. Carl Wilhelm «Ville» Vallgren; 15 декабря 1855, Борго, Великое княжество Финляндское — 13 октября 1940, Хельсинки, Финляндия) — финский скульптор и мастер декоративно-прикладного искусства.

## Биография
Родился на территории входившего в состав Российской империи Великого княжества Финляндского. Изучал архитектуру в Гельсингфорском политехническом университете, занимался также скульптурой под руководством Карла Энеаса Шёстранда. Завершив обучение в 1878 году, уехал совершенствовать мастерство в Париж, где стал учеником Пьера-Жюля Кавелье в Национальной высшей школе изящных искусств и где прожил много лет.
Большую часть его творческого наследия составляют урны, канделябры, небольшие статуэтки, декоративные зеркала и настольные лампы, хотя в целом ряде музеев сохранены и многие крупные скульптуры и скульптурные группы его авторства. Наиболее известной крупной его работой является статуя нагой женщины Хавис Аманда (1906) в Хельсинки. В России творчество скульптора представлено памятником Торгильсу Кнутссону в Выборге.